# Emila Medková
Emila Medková, nacida como Emila Tláskalová (Ústí nad Orlicí, 19 de noviembre de 1928 – Praga, 19 de septiembre de 1985) fue una fotógrafa checa, y una de las exponentes más importantes de la fotografía artística checa en la segunda mitad del siglo XX. Su trabajo estuvo influenciado por el Surrealismo. Fue la mujer del pintor Mikuláš Medek.

## Biografía
Medková nació en Ústí nad Orlicí. Su padre era un tipografo y su madre era modista. La familia se trasladó a Praga, donde, en 1942, Emila empezó a acudir a clases de fotografía que impartía el fotógrafo paisajista Josef Ehm.
Su trabajo ha sido directamente relacionado con el Surrealismo. Al principio de su carrera, se unió a un círculo de jóvenes artistas que se formó alrededor de Karel Teige. De 1947 a 1951, ella y Mikuláš Medek crearon colecciones de escenografías fotográficas. Ambos se casaron el 12 de septiembre de 1951. 
A principio de la década de 1950,  se centró en crear varias series de temáticas ilógicas solapando varias imágenes que realizó durante el resto de su carrera, hasta su muerte. Entre las décadas 1950 y 1960,  se convirtió en la principal exponente de la fotografía informalista checa. A pesar de trabajar principalmente en Praga, creó extensas series fotográficas de París (1966) e Italia (1967).
La principal monografía sobre Medková se publicó al organizarse su primera exposición retrospectiva en 2001, comisariada por los historiadores del arte Karel Srp y Lenka Bydžovská.
Medková dio sólo una entrevista a lo largo de su vida. Fue con la historiadora del arte Anna Fárová y publicada en 1976 en la revista Československá fotografie (Fotografía checoslovaca).
Después de la muerte de su marido Medek en 1974, sufrió un derrame cerebral y quedó parcialmente paralizada hasta su muerte en 1985, en Praga.

## Exposiciones en solitario
- 1960 Výstavka fotografií Emilie Medkové z let 59 a 60, Krajský vlastivědný ústav v budově muzea, Hradec Králové
- 1962 Galerie Krzywe kolo, Varsovia, Polonia
- 1963 Fotografías 1951-1963, Hluboká nad Vltavou Castle, Hluboká nad Vltavou
- 1963 Emila Medková. Fotografías, Oblastní galerie, Liberec
- 1963 Emila Medková - fotografías 1951-1963, Vlastivědné muzeum, Písek
- 1963 Emilia Medková. Abstracciones?, Museo de Miami de Arte Moderno, Miami, EE. UU.
- 1963 Výstava umělecké fotografie E. Medkové, Dům osvěty ve stálé výstavní síni v budově Městské knihovny, Kralupy nad Vltavou
- 1964 Dům pánů z Kunštátu, Brno
- 1965 Emila Medková, Divadlo Jednotného závodního klubu ROH, Ústí nad Orlicí
- 1965 Emila Medková. Fotografie z Dejó 1949-1964., Galerie mladých, Alšova síň, Praga
- 1966 Emila Medková. Fotografías., Museo de Miami de Arte Moderno, Miami, EE. UU.
- 1970 Mikuláš Medek. Emila Medková., Galerie am Klosterstern, Hamburgo, Alemania
- 1978 Emila Medková, Minigalerie VÚVL (Výzkumný ústav veterinárních léčiv), Brno-Medlánky
- 1979 Dům pánů z Kunštátu, Brno
- 1980 Emila Medková. Fotografías., Výstavní síň, Česká Třebová
- 1984 Galerie Jindřicha Štreita, Sovinec
- 1985 Fotochema, Praga
- 1987 Emila Medková. Fotografías., Obvodné kultúrne a spoločenské stredisko Bratislava II, Spoločenský dom Trnávka, Bratislava
- 1988 Galerie Jindřicha Štreita, Sovinec
- 1990 Emila Medková. Začátek Un konec iluzí., Galerie V předsálí, KS Blansko
- 1995 Pražský dům fotografie, Praga
- 1997 Emila Medková: Surrealistische Fotografie., Tschechisches Zentrum, Berlín, Alemania
- 1997 Emila Medková: Surrealistische Fotografie., LiteraturWerkstatt, Berlín, Alemania
- 2000 Z pozůstalosti, Pražský dům fotografie, Praga
- 2000 Galerie Franze Kafky, Praga
- 2001 Ateliér Josefa Sudka, Praga
- 2001 Dům U kamenného zvonu, Praga
- 2003 Emila Medková, Dům fotografie, Český Krumlov
- 2004 Emila Medková - Surreale Sujets der tschechischen Fotografin, Museum Bad Arolsen - Schloss, Alemania
- 2004 Stadtmuseum Hofheim am Taunus, Alemania
- 2004 Galerie der Stadt Tuttlingen, Tuttlingen, Alemania
- 2005 Emila Medková - fotografické dílo, Galerie pod radnicí, Ústí nad Orlicí